# Melodika

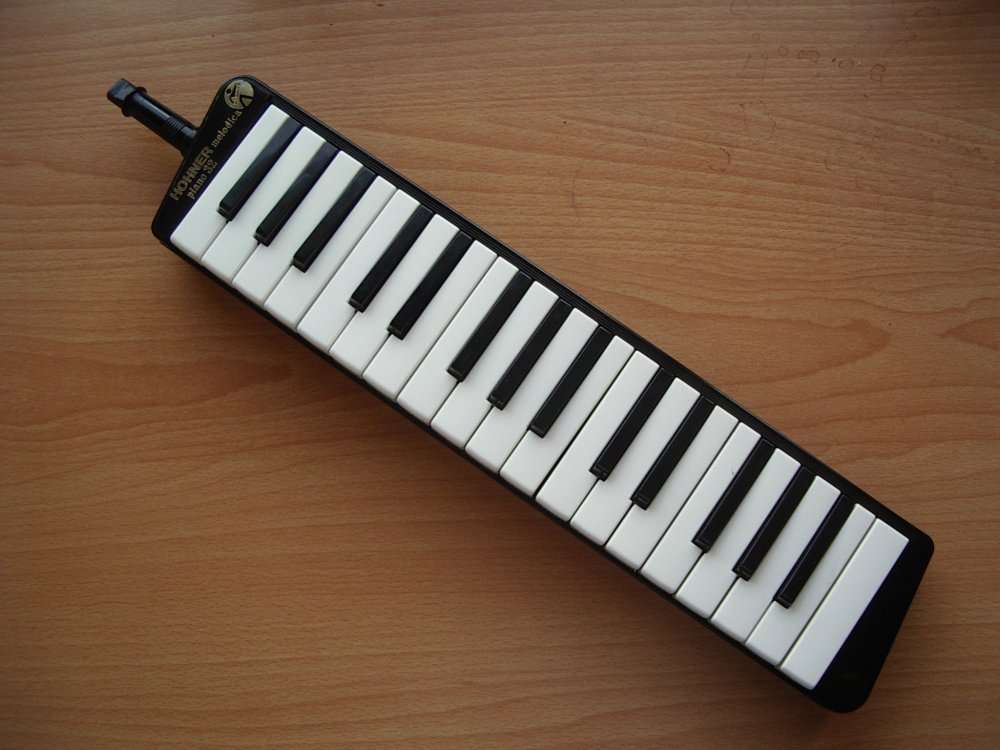
Hohner melodika

A melodika egy szabad nyelvsípokkal rendelkező aerofon hangszer, ebből a szempontból hasonló a tangóharmonikához és a szájharmonikához. A hangszeren való játékhoz levegőt kell fújnunk a fúvókába, közben a billentyűk segítségével – amik nyomásra kinyitnak egy-egy nyílást, hogy a befújt levegő a megfelelő nyelvsípot megszólaltassa – hozhatjuk létre a dallamot. Általában egy melodika két vagy három oktáv hangterjedelmű.

## Melodikatípusok
A tenormelodikák mélyebben szólnak. A bal kéz tartja a hangszert az alján található fogantyúval, amíg a jobb kéz játszik a billentyűkön. A tenormelodikákon két kézzel is játszhatunk, ha a fúvókához illesztünk egy csövet és a hangszert valamilyen lapos felületre helyezzük.
A szoprán- és altmelodikák magasabb hangon szólnak, és valamivel vékonyabb a hangjuk a tenorokénál. Ezen felül néhányat kifejezetten kétkezes játékra terveznek úgy, hogy a bal kéz játszik a fekete billentyűkön, míg a jobb kéz a fehéreken, a többi azonban a tenorokhoz hasonlatosan működik.
Basszusmelodikák is léteznek, de kevésbé gyakoriak, mint a többi típus. Ezeknek van a legmélyebb hangjuk.

## Gyártók
Nagyobb melodikagyártók például a Hohner vagy Samick. Ezeken kívül a Suzuki melodion néven, a Diana cég melodia néven, a Yamaha pianika vagy klavietta néven gyárt melodikákat. A német Bandmaster is jelentős gyártó.

## Zenészek
- Augustus Pablo
- Micheller Myrtill